# Yafforth
Yafforth är en ort och civil parish i Storbritannien.   Den ligger i grevskapet North Yorkshire och riksdelen England, i den centrala delen av landet, 300 km norr om huvudstaden London. Yafforth ligger 40 meter över havet och antalet invånare är 174.
Terrängen runt Yafforth är platt. Runt Yafforth är det ganska tätbefolkat, med 67 invånare per kvadratkilometer. Närmaste större samhälle är Northallerton, 2,8 km öster om Yafforth. Trakten runt Yafforth består till största delen av jordbruksmark.